# كارل هاينز مولر
كارل هاينز مولر (بالألمانية: Karl-Heinz Müller)‏ هو مبارز بالسيف نمساوي، ولد في 27 أغسطس 1948 في فيلدكيرخ في النمسا.

## وصلات خارجية
- كارل هاينز مولر على موقع أوليمبيديا (الإنجليزية)